# Мискин, Уильям Генри
Уильям Генри Мискин (1842—1913) — австралийский поверенный, политик и энтомолог.

## Биография
Родился в Гилфорде, Англия, в возрасте 9 лет был перевезен в Викторию, в Австралии, а позднее в Брисбен. Коллекционировать бабочек начал еще мальчиком. Он выучился на поверенного и был активен в местном правительстве. В 1880 году стал президентом-основателем Подразделения Туувонг. В Туувонге есть улица, названная в честь Мискина.
Мискин изменил жене со служанкой. В результате, жена развелась с ним в 1894 году и продала коллекцию, которая досталась музею. После этого он работал поверенным в Рокгемптоне до самой смерти, не участвуя больше в общественной жизни.

## Энтомология
С 1874 по 1892 год учёный опубликовал множество работ по Lepidoptera, в том числе им был описан вид Coscinocera hercules. В 1891 он опубликовал синонимический каталог бабочек Австралии. В 1890 являлся президентом Королевского общества Квинсленда и членом совета попечителей Квинслендского музея.

## Опубликованные работы
- Miskin, William Henry (1891), Synonymical catalogue of the Lepidoptera Rhopalocera (butterflies) of Australia : with full bibliographical reference, including descriptions of some new species, J.C. Beal, Govt. Printer, Дата обращения: 10 сентября 2017